# Siouxsie and the Banshees
Siouxsie and the Banshees (pronuncia inglese [ˈsuːzi æn ðə ˈbænʃiːz]) sono stati un gruppo musicale britannico formato dalla cantante Siouxsie Sioux e dal bassista Steven Severin a Londra, nel 1976, e sciolto nel 1996. Sono stati uno dei pionieri del post-punk.
Inizialmente associati alla scena punk rock inglese, la band si è evoluta velocemente per creare "una forma di post-punk dissonante completa di audaci sperimentazioni ritmiche e sonore". Il Times ha citato i Siouxsie and the Banshees come "uno dei più audaci e intransigenti avventurieri musicali del periodo post-punk".
Siouxsie and the Banshees pubblicarono il loro primo singolo, Hong Kong Garden, nel 1978; in Gran Bretagna la canzone fu un successo, entrando nella top 10. Il primo album The Scream (1978) è riconosciuto da diversi critici come una pietra miliare della musica rock degli anni settanta. Con l'arrivo del chitarrista John McGeoch nel 1980, la band registra canzoni più colorate e pop con i singoli Happy House e Christine: l'album Kaleidoscope riceve il favore del pubblico e si colloca al quinto posto nel Regno Unito. Con la realizzazione di Juju nel 1981, il gruppo ha avuto anche un'importante influenza sull'emergente movimento gotico. Tinderbox con il singolo Cities in Dust e Peepshow con il singolo Peek-a-Boo, hanno permesso al gruppo di diventare uno dei rappresentanti della scena emergente del rock alternativo alla fine degli anni ottanta. Il gruppo ha avuto molto successo negli Stati Uniti nel 1991 con il singolo Kiss Them for Me. Il gruppo si è sciolto nel 1996, ma Siouxsie e il batterista Budgie continuano a produrre come The Creatures, una seconda band che avevano formato nei primi anni ottanta. Dal 2004 Siouxsie ha intrapreso una carriera come solista.
Siouxsie and the Banshees sono stati citati come influenze da gruppi a loro quasi contemporanei, come Joy Division, The Cure, U2, e The Smiths, fino a quelli dei decenni seguenti, come Radiohead, PJ Harvey, Sonic Youth, e TV on the Radio. Dalle loro canzoni hanno tratto delle cover Massive Attack, Jeff Buckley, Tricky, e LCD Soundsystem.

## Storia

### Gli inizi (1976-77)
Siouxsie Sioux e Steven Severin si incontrano ad un concerto dei Roxy Music nel settembre 1975, in un momento in cui il glam rock si stava affievolendo e non c'era nulla di nuovo con cui potersi identificare. Dal febbraio 1976 Siouxsie, Severin e alcuni amici cominciano a seguire una band senza contratto, i Sex Pistols.
La giornalista Caroline Coon li soprannomina "Bromley Contingent", siccome la maggior parte di loro proviene da Bromley, regione del Kent, un'etichetta che però Severin disprezza. “Non c'era nulla di simile, era solo un gruppo di persone che stavano insieme a sentire e a guardare.” Sono tutti ispirati dai Sex Pistols – e osservandoli, si rendono conto che chiunque può farlo.
Quando apprende che una delle band previste per suonare al 100 Club Punk Festival, organizzato dal manager dei Sex Pistols, Malcolm McLaren, si sta ritirando dal programma all'ultimo minuto, Siouxsie suggerisce a Severin che è arrivato il momento di suonare, anche se la band non ha ancora un nome, né membri aggiuntivi. Due giorni dopo la coppia appare al festival tenuto a Londra il 20 settembre 1976, con due musicisti in prestito al loro fianco, Marco Pirroni alla chitarra e John Simon Ritchie (già comunemente conosciuto come Sid Vicious) alla batteria. La loro esibizione consiste in un'improvvisazione di 23 minuti del Padre Nostro.
Nonostante la band sia destinata a dividersi dopo il concerto, è invitata a suonare di nuovo due mesi più tardi. Siouxsie e Severin reclutano il batterista Kenny Morris e il chitarrista Peter Fenton.
Dopo aver suonato in diversi concerti all'inizio del 1977, la band si rende conto che Fenton non è adatto a loro perché è "un vero chitarrista rock". John McKay, infine, prenderà il suo posto nel mese di luglio dello stesso anno.

### The ScreameJoin Hands: il suono del chitarrista John McKay (1978–79)
Mentre la band registra il tutto esaurito fuori Londra all'inizio del 1978, ha ancora problemi per ottenere il contratto discografico giusto che può darle il "completo controllo artistico". La Polydor, finalmente, offre loro questa garanzia e firma nel mese di giugno. Il loro primo singolo, Hong Kong Garden, con un tema di xilofono in evidenza, arriva al n° 7 della chart inglese poco dopo. Una recensione di NME lo acclama come "un brillante, vivido racconto, simile a delle immagini dal finestrino di un treno ad alta velocità giapponese, potenza addebitata alla più originale, inebriante chitarra che ho sentito suonare da tanto, tanto tempo”.
La band pubblica il suo album d'esordio, The Scream, nel novembre 1978: il disco venne accolto molto bene, sia come critica che dal lato vendite. Record Mirror ha pubblicato una recensione su 5 stelle su 5, dicendo: The Scream "indica il futuro, vera musica per la nuova era. [...] È vitale, si sta muovendo. È un ... punto di riferimento". Melody Maker ha descritto il suono come "forte, abrasivo, viscerale e costantemente inventivo, con una spinta che rende gli spazi uguali alle note".
Il secondo album, Join Hands, pubblicato nel 1979, ha un'atmosfera oscura e intensa. Nel Melody Maker, Jon Savage descrive Poppy Day come "una breve, potente evocazione dei cimiteri della Grande Guerra", e Record Mirror ha descritto l'intero disco come un lavoro pericoloso che "dovrebbe essere ascoltato". Due giorni prima del debutto del tour promozionale per l'album, McKay e Morris lasciano all'improvviso il gruppo, costringendo il manager dei Banshees a chiamare il batterista Budgie, precedentemente con The Slits e chiedendogli di fare un provino. Budgie viene ingaggiato, ma Siouxsie e Severin non hanno successo con le audizioni dei chitarristi. Robert Smith dei Cure offrì il suo appoggio nel caso in cui non fossero riusciti a trovare un chitarrista (il suo gruppo era già la band di supporto del tour), così il gruppo lo ha tenuto con sé dopo aver visto troppi "virtuosi del rock". Il tour riprende a settembre e, dopo l'ultimo concerto, Smith torna ai Cure sostituito da John McGeoch, prima nei Magazine, mentre Budgie non lascerà mai più i Banshees.

### Il periodo di John McGeoch:Kaleidoscope,JujueA Kiss in the Dreamhouse(1980–82)
Il gruppo integra l'influente chitarrista John McGeoch. Nel 1980 esce il terzo album Kaleidoscope, che ha visto i Banshees esplorare nuovi territori musicali con l'uso di altri strumenti come sintetizzatori, sitar e drum machine. Il gruppo inizialmente coltivava il progetto di fare di ogni canzone un suono completamente diverso, senza considerare se il materiale poteva essere eseguito in concerto. Melody Maker descrive il risultato come "un caleidoscopio di suoni e di immagini, di nuove forme e contenuti, lampeggianti davanti ai nostri occhi". Kaleidoscope è stato un successo commerciale raggiungendo il n° 5 della classifica degli album nel Regno Unito. I singoli estratti sono Happy House e Christine, che balzano in vetta alle classifiche.
Questa formazione, con McGeoch alla chitarra, è andata in tournée per la prima volta per promuovere l'album negli Stati Uniti, suonando i loro primi concerti a New York nel novembre 1980.
Esattamente un anno dopo il gruppo pubblica Juju, dal quale vengono estratti come singoli Spellbound e Arabian Knights, che tocca la posizione n° 7 delle classifiche britanniche. Per Juju la band ha adottato un approccio diverso e ha provato le canzoni durante i concerti prima di registrarle. Secondo Severin, Juju è diventato un concept-album non intenzionale che "ha attirato su di sé gli elementi più dark”. Sounds lo ha acclamato come "intrigante, intenso, cupo e potentemente atmosferico". I contributi alla chitarra di McGeoch su Juju saranno poi elogiati da Johnny Marr degli Smiths.
Durante il tour promozionale del 1981, Siouxsie e Budgie diventano segretamente una coppia. Contemporaneamente fondano anche un duo voce-batteria chiamato The Creatures, realizzando il loro primo EP, Wild Things.
Il 1982 vede la pubblicazione di A Kiss in the Dreamhouse. McGeoch si rivela, oltre che un chitarrista di scuola post-punk, un vero e proprio poli-strumentista, suonando anche dulcimer e sitar. Nonostante le canzoni presenti non siano tutte di matrice propriamente post-punk, come la psichedelica Obsession, Il disco, con gli archi in diversi brani, si rivela intenzionalmente in contrasto rispetto al lavoro precedente, con Severin che più tardi lo descriverà come un "album sexy". La stampa britannica lo accoglie entusiasticamente. Richard Cook conclude la sua recensione sul NME con questa frase: "Prometto che... questa musica vi toglierà il fiato".
In quel periodo, McGeoch è alle prese con problemi di alcool e al suo ritorno da un viaggio promozionale a Madrid viene ricoverato in ospedale per un esaurimento nervoso. La band lo licenzierà poco dopo.
Severin chiede a Robert Smith di prendere nuovamente il posto di chitarrista; Smith accetta, unendosi al gruppo nel novembre del 1982.

### Hyæna,TinderboxeThrough the Looking Glass(1983–87)
Nel 1983 il gruppo si prende una pausa, dividendosi in due coppie: Siouxsie e Budgie pubblicano il loro primo album come The Creatures, Feast, mentre Steven Severin forma il duo The Glove con Robert Smith.
Smith insiste poi con i Banshees per pubblicare una cover dei The Beatles, Dear Prudence, nel settembre del 1983. Diventerà la loro più grande hit, raggiungendo la posizione numero 3 nella chart inglese.
Pubblicano anche il live Nocturne (doppio vinile, poi ristampato su un unico CD) e l'album Hyæna (1984), da cui vengono estratti Swimming Horses e Dazzle.
Alla fine del 1984 Smith lascia di nuovo il gruppo, per concentrarsi definitivamente sulla sua band, i Cure; i Banshees lo sostituiscono con l'ex chitarrista dei Clock DVA John Valentine Carruthers.
I Banshees rielaborano poi quattro pezzi del loro repertorio, aggiungendo una sezione d'archi, per il loro EP The Thorn. NME alla sua uscita elogia il progetto: "La potenza di un'orchestra classica è la pellicola ideale per i suoni macinati insistenti della band".
La formazione dei nuovi Banshees trascorre gran parte del 1985 a lavorare su un nuovo disco, Tinderbox. Il gruppo conclude la canzone Cities in Dust prima dell'uscita dell'album e, precipitosamente, lo pubblicano come singolo prima del loro più lungo tour nel il Regno Unito. Finalmente Tinderbox esce nell'aprile 1986, e contiene i due singoli Cities in Dust e Candyman.
Nel 1987, a causa del lungo tempo impiegato per lavorare su Tinderbox, il gruppo decide spontaneamente di registrare un album di cover: Through the Looking Glass, entro il quale figurano This Wheel's on Fire di Bob Dylan e The Passenger di Iggy Pop. La rivista Mojo elogerà la loro versione di Strange Fruit.
Dopo l'uscita dell'album, la band si rende conto che Carruthers non è più adatto e decide di lavorare sul nuovo materiale come trio.

### Peepshow(1988–90)
Siouxsie and the Banshees reclutano il tastierista Martin McCarrick e il chitarrista Jon Klein e pubblicano Peepshow nel 1988, con strumentazioni rock non tradizionali tra cui violoncello e fisarmonica (una collezione di brani acustici, che contiene uno dei brani più famosi della band, Peek-a-Boo e gli altri due singoli estratti, The Killing Jar e The Last Beat of My Heart). Dopo il tour, la band decide di prendersi una pausa.
Siouxsie e Budgie registrano con i Creatures il loro album più acclamato dalla critica fino ad oggi, Boomerang nel 1989. Severin e McCarrick lavorano insieme al nuovo materiale.

### Superstition,The Rapturee lo scioglimento (1991–96)
Nel 1991, Siouxsie and the Banshees ritornano con il singolo Kiss Them for Me, un mix di archi su un ritmo ballabile di exotica. Il gruppo collabora con un non ancora conosciuto musicista asiatico di tabla, Talvin Singh, che ha anche cantato durante il bridge. Il singolo riceve recensioni entusiastiche e successivamente raggiunge la posizione n° 23 della classifica americana, consentendogli di raggiungere un nuovo pubblico.
Dopo la pubblicazione dell'album Superstition, seguito poco dopo (prodotto da Stephen Hague, orientato verso ritmi quasi ballabili e melodie più aperte), il gruppo partecipa al concerto inaugurale di Lollapalooza negli Stati Uniti. Nel 1992 viene chiesto ai Banshees di comporre Face to Face come singolo per il film Batman - Il ritorno.
Nel 1993 registrano nuove canzoni con arrangiamenti d'archi, ma fermano subito le sessioni per suonare ai festival all'estero. Al ritorno, assumono l'ex Velvet Underground John Cale per produrre il resto del disco che esce nel 1995 con il titolo di The Rapture. A poche settimane dalla pubblicazione, la Polydor modifica il roster della band e Klein viene sostituito nell'ultimo tour del 1995 dall'ex chitarrista dei Psychedelic Furs Knox Chandler.
Nell'aprile del 1996 il gruppo decide di sciogliersi dopo 20 anni di lavoro insieme.

### Dopo lo scioglimento
Siouxsie e Budgie, sposatisi nel frattempo, dal 1991 si concentrano a tempo pieno sul loro progetto The Creatures registrando l'album Anima Animus, pubblicato nel 1999 con successo di critica. Severin, invece, fonda la propria etichetta discografica RE:, con la quale produce lavori sperimentali, colonne sonore di opere cinematografiche e teatrali, oltre ad album per altri artisti.
Nel 2002 un invito a suonare da parte del Coachella Valley Music and Arts Festival, che si tiene annualmente in California, dà vita al Seven Year Itch Tour, accompagnato successivamente da un Best Of Siouxsie and the Banshees e dal CD/DVD registrato nelle serate di Londra, intitolato The Seven Year Itch, che ripropone brani meno noti del repertorio della band.
La tournée non porta alla riunione della band, e il giorno dopo la conclusione dell'ultimo concerto Siouxsie e Budgie si chiudono in studio per lavorare al terzo album dei Creatures, Hái!, una sorta di concept album dai temi nipponici la cui edizione limitata contiene anche un DVD intitolato Tokyo Drum Session, che riprende una lunga improvvisazione del batterista con un ospite locale d'eccezione; con divertita curiosità, una Siouxsie dai capelli cortissimi si limita a guardare, fuori scena, il compagno al lavoro.
Nel 2004 esce Downside Up, un cofanetto di 4 CD, contenente b-side e rarità, come l'EP The Thorn del 1984. Il Times ha scritto nella sua recensione: "Perché questo è un gruppo che non ha mai riempito B-side con tracce inferiori usa e getta. Piuttosto le vedevano come uno sbocco per alcuni dei lavori più radicali e impegnativi".
Nel 2005 ha inizio il progetto di ristampe digitali per ripubblicare gli album in studio del gruppo. Nel 2006 i primi quattro dischi della band vengono rimasterizzati e completati con tracce bonus inedite. Diverse registrazioni effettuate per il programma radiofonico di John Peel 1978-1986 vengono pubblicati su Voices on the Air: The Peel Sessions. Il secondo lotto di ri-masterizzazioni, per quanto riguarda il periodo 1982-1986, viene pubblicato nel mese di aprile 2009. Sono incluse altre quattro ristampe (compreso l'altamente considerato A Kiss in the Dreamhouse del 1982). Nel giugno dello stesso anno esce At the BBC, contenente un DVD con tutte le performance televisive dal vivo nel Regno Unito della band e tre CD con registrazioni in concerto.
Il 10 settembre 2007 Siouxsie pubblica il suo primo album solista, Mantaray, per l'etichetta Universal.
Nel mese di aprile 2014, il singolo d'esordio Hong Kong Garden è stato ri-pubblicato come doppio 7". È stato annunciato che questo farebbe parte di un progetto di tre anni con la Universal. A fine ottobre, gli ultimi quattro album in studio (Through the Looking Glass del 1987, Peepshow del 1988, Superstition del 1991 e The Rapture del 1995) sono stati ri-stampati in versione rimasterizzata con tracce bonus. La cantante e il suo ex-bassista Steven Severin rilasciano una lunga intervista a Mojo con Siouxsie sulla copertina della rivista. I due musicisti curano It's a Wonderful Life, un cd per i lettori del mensile che contiene una selezione di colonne sonore e musica classica da cui hanno tratto ispirazione.
Nel 2015, dopo l'uscita di un'altra compilation intitolata Spellbound: The Collection, che include singoli, brani degli album e b-side, la band ristampa Join Hands del 1979 in vinile per la Record Store Day con una diversa copertina.
Nel 2018, le ristampe in vinile di tutti i loro undici album masterizzati dai nastri originali sono state pubblicate in Europa. The Rapture viene distribuito su doppio vinile per la prima volta.
Nel 2022, Siouxsie ha supervisionato la tracklist di All Souls, un nuovo album antologico composto da 10 tracce: la raccolta contiene una selezione di singoli, tracce di album e lati B. All Souls pubblicato in due edizioni, su vinile nero e arancione.
Nello stesso anno è stata pubblicata da Omnibus Press una biografia del chitarrista dei Banshees John McGeoch. The Light Pours Out of Me - The Authorized Biography of John McGeoch di Rory Sullivan-Burke, contiene interviste recenti e inedite con molti musicisti che hanno citato McGeoch come un'influenza sul loro lavoro, come Johnny Marr di The Smiths, Jonny Greenwood di Radiohead e John Frusciante di Red Hot Chili Peppers, tra molti altri, oltre a una nuova intervista con Siouxsie Sioux e Steven Severin..
Nell'ottobre 2023 The Rapture viene ristampato su doppio vinile turchese traslucido per il National Album Day.
Nel 2024, Through the Looking Glass è stato ripubblicato su vinile trasparente con una nuova grafica caratterizzata da una custodia con effetto specchio, tramite rivenditori online.
A maggio del 2025, John Mckay pubblica il suo album di debutto come solista, Sixes And Sevens, in vinile e CD.
 L'album contiene canzoni registrate tra il 1980 e il 1989. Alcune delle tracce prodotte nel 1980 con Kenny Morris alla batteria danno un'idea della direzione che i Banshees avrebbero preso se McKay fosse rimasto nella band.

## Formazione
Ultima formazione
- Siouxsie Sioux – voce (1976-1996, 2002)
- Steven Severin – basso, tastiere (1976-1996, 2002)
- Knox Chandler – chitarra (1995-1996, 2002)
- Budgie – batteria, percussioni, tastiere (1979-1996, 2002)

Ex membri
- Marco Pirroni – chitarra (1976)
- Sid Vicious – batteria (1976)
- Kenny Morris – batteria, percussioni (1977-1979)
- Peter Fenton – chitarra (1977)
- John McKay – chitarra, sassofono (1977-1979)
- Robert Smith – chitarra (1979, 1982-1984)
- John McGeoch – chitarra (1980-1982)
- John Valentine Carruthers – chitarra (1984-1987)
- Jon Klein – chitarra (1987-1995)
- Martin McCarrick – tastiere, violino, violoncello, fisarmonica, dulcimer (1987-1995)

## Discografia

### Album in studio
- 1978 - The Scream
- 1979 - Join Hands
- 1980 - Kaleidoscope
- 1981 - Juju
- 1982 - A Kiss in the Dreamhouse
- 1984 - Hyæna
- 1986 - Tinderbox
- 1987 - Through the Looking Glass
- 1988 - Peepshow
- 1991 - Superstition
- 1995 - The Rapture

### Album dal vivo
- 1983 - Nocturne
- 2003 - The Seven Year Itch
- 2006 - Voices on the Air: The Peel Sessions
- 2009 - At the BBC (3CD + 1 DVD)

### Raccolte
- 1981 - Once Upon a Time: The Singles (LP, MC, CD) singoli 1978-1981
- 1992 - Twice Upon a Time: The Singles (2LP, 2MC, CD) singoli 1982-1992
- 2002 - The Best Of
- 2004 - Downside Up (4CD)
- 2015 - Spellbound - The Collection
- 2022 - All Souls (Black Vinyl, Orange vinyl)

### EP
- 1984 - The Thorn - (Polydor Records)
- 1987 - The Peel Sessions - (Strange Fruit)
- 1989 - The Peel Sessions (The Second Session) - (Strange Fruit)

### Singoli
| 1978                                                | Hong Kong Garden                                | 7  | —  | —  | —   | —  | —  | 10 | - UK: Silver | Brano non in album            |
| 1979                                                | The Staircase (Mystery)                         | 24 | —  | —  | —   | —  | —  | —  |              | Brano non in album            |
| 1979                                                | Playground Twist                                | 28 | —  | —  | —   | —  | —  | —  |              | Join Hands                    |
| 1979                                                | Mittageisen                                     | 47 | —  | —  | —   | —  | —  | —  |              | Version inglese su The Scream |
| 1980                                                | Happy House                                     | 17 | —  | —  | —   | —  | —  | —  |              | Kaleidoscope                  |
| 1980                                                | Christine                                       | 22 | —  | —  | —   | —  | —  | —  |              | Kaleidoscope                  |
| 1980                                                | Israel                                          | 41 | —  | —  | —   | 73 | —  | —  |              | Brano non in album            |
| 1981                                                | Spellbound                                      | 22 | —  | 47 | —   | 64 | —  | —  |              | Juju                          |
| 1981                                                | Arabian Knights                                 | 32 | —  | —  | —   | 64 | —  | —  |              | Juju                          |
| 1982                                                | Fireworks                                       | 22 | —  | —  | —   | —  | —  | —  |              | Brano non in album            |
| 1982                                                | Slowdive                                        | 41 | —  | —  | —   | —  | —  | —  |              | A Kiss in the Dreamhouse      |
| 1982                                                | Melt!/Il est né le divin enfant (Doppio lato A) | 49 | —  | —  | —   | —  | —  | —  |              | A Kiss in the Dreamhouse      |
| 1983                                                | Dear Prudence                                   | 3  | —  | —  | —   | —  | —  | 10 | - UK: Silver | Brano non in album            |
| 1984                                                | Swimming Horses                                 | 28 | —  | —  | —   | —  | —  | —  |              | Hyæna                         |
| 1984                                                | Dazzle                                          | 33 | —  | —  | —   | —  | —  | —  |              | Hyæna                         |
| 1984                                                | Overground                                      | 47 | —  | —  | —   | —  | —  | —  |              | The Thorn                     |
| 1985                                                | Cities in Dust                                  | 21 | —  | —  | —   | 17 | —  | 22 |              | Tinderbox                     |
| 1986                                                | Candyman                                        | 34 | —  | —  | —   | —  | —  | 21 |              | Tinderbox                     |
| 1987                                                | This Wheel's on Fire                            | 14 | —  | —  | —   | —  | —  | 13 |              | Through the Looking Glass     |
| 1987                                                | The Passenger                                   | 41 | —  | —  | —   | —  | —  | —  |              | Through the Looking Glass     |
| 1987                                                | Song from the Edge of the World                 | 59 | —  | —  | —   | —  | —  | —  |              | Brano non in album            |
| 1988                                                | Peek-a-Boo                                      | 16 | —  | —  | 53  | 14 | 1  | 18 |              | Peepshow                      |
| 1988                                                | The Killing Jar                                 | 41 | —  | —  | —   | 37 | 2  | —  |              | Peepshow                      |
| 1988                                                | The Last Beat of My Heart                       | 44 | —  | —  | —   | —  | —  | —  |              | Peepshow                      |
| 1991                                                | Kiss Them for Me                                | 32 | 40 | —  | 23  | 8  | 1  | 29 |              | Superstition                  |
| 1991                                                | Shadowtime                                      | 57 | —  | —  | —   | —  | 13 | —  |              | Superstition                  |
| 1991                                                | Fear (of the Unknown)                           | —  | —  | —  | —   | 6  | 12 | —  |              | Superstition                  |
| 1992                                                | Face to Face                                    | 21 | —  | —  | —   | —  | 7  | —  |              | Batman Returns (soundtrack)   |
| 1995                                                | O Baby                                          | 34 | —  | —  | 125 | —  | 21 | —  |              | The Rapture                   |
| 1995                                                | Stargazer                                       | 64 | —  | —  | —   | —  | —  | —  |              | The Rapture                   |
| "—" indica un brano che non è entrato in classifica |                                                 |    |    |    |     |    |    |    |              |                               |

## Videografia
- 1981 - Once Upon a Time: The Singles (VHS) videoclip 1978-1981
- 1983 - Nocturne (VHS, DVD) live a Londra del 1983
- 1992 - Twice Upon a Time: The Singles (VHS) videoclip 1982-1992
- 2003 - The Seven Year Itch (DVD) live a Londra del 2002
- 2004 - The Best of (Sound & Vision deluxe edition) (1DVD+2CD) video musicali
- 2009 - At the BBC (1DVD+3CD) live 1978 - 1991